# الغذاء أم الوقود

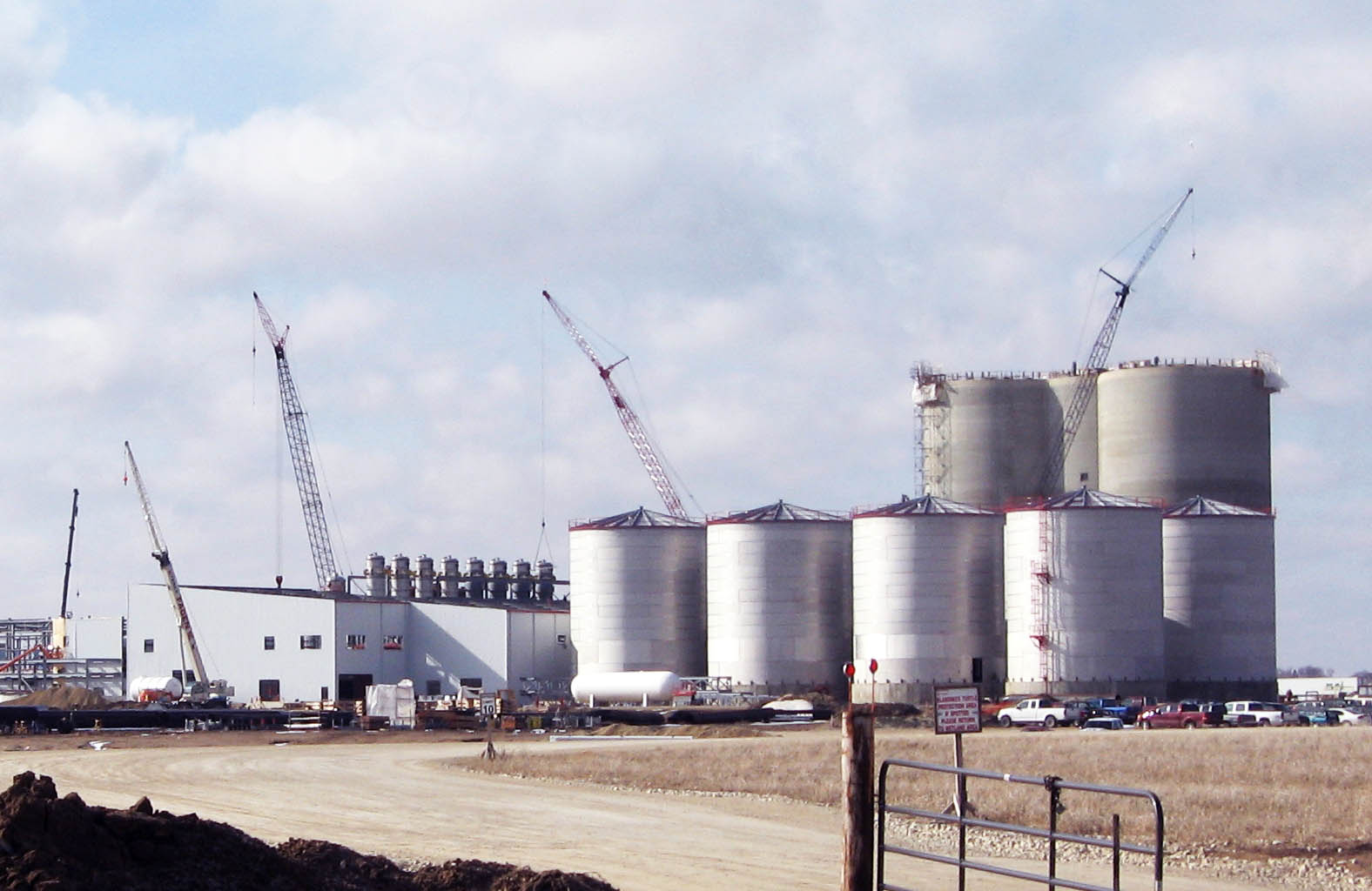
مصنع لوقود الإيثانول قيد الإنشاء، مقاطعة بوتلر (آيوا)

الغذاء أم الوقود هي مشكلة تتعلق بخطر تحويل الأراضي الزراعية أو المحاصيل إلى وقود حيوي وذلك على حساب الأمن الغذائي.أسعار الوقود الحيوي والغذاء تتطلب مناقشة من أطراف ورؤية من جهات مختلفة، وهو نقاش طويل، خلافي في الأدب. هنالك خلاف على أهمية القضية، ما الذي يسببها، وما الذي ومايمكن عمله لعلاج المشكلة.هذا التعيقد والتشكيك يعزى إلى عدد الصدمات الكبيرة والمعلومات المعقدة التي تؤثر بشكل إيجابي أو سلبي على أسعار النظام.وفوق ذلك، المقدار النسبي لهذه الصدمات الإيجابية والسلبية أثر على المدى الطويل والقصير، ويتدخل أثر التأخير.الجانب الأكاديمي من هذه المناقشة كان ضبابي ويستخدم موديلات اقتصادية مختلفة وأشكال التنافس للتحليل الإحصائي.
كانت تعتبر البرازيل أول نظام اقتصادي للوقود الحيوي المستدام في العالم وتدعي الحكومة البرازيلية بأن استخدام قصب السكر لصناعة الإيثانول لم يؤثر على أزمة الغذاء في عام 2008. أطلق البنك الدولي ورقة بحث نشرت في يوليو 2008 تستنتج أن «الإنتاج المتزايد والكبير في الوقود الحيوي في الولايات المتحدة الأمريكية وأوروبا هو السبب الرئيسي وراء النمو المرتفع في أسعار الغذاء العالمية»، وذكر أن «صناعة الإيثانول من قصب السكر في البرازيل لاتدفع أسعار الغذاء بشكل كبير نحو الأعلى».
على أي حال، هناك دراسة من قبل البنك الدولي تستنتج أن الدراسات السابقة غالت في تقدير تأثير إنتاج الوقود الحيوي على أسعار الغذاء، «إن تأثير الوقود الحيوي على أسعار الغذاء لم يكن كبيراً كما اعتقدنا بالأساس، لكن استخدام البضاعة من قبل المستثمرين الماليين يمكن أن يكونوا المسؤولين عن أزمة 2007/2008». وجدت دراسة مستقلة من قبل منظمة التعاون الاقتصادي والتنمية أن أثر الوقود الحيوي على أسعار الغذاء أصغر بكثير.

## تضخم أسعار الغذاء
أسعار الغذاء مابين عامي 1974 و2005(متكيفا مع التضخم) انخفضت بنحو 75%.أسعار الغذاء كانت مستقرة نسبياً بعد وضع القوانين في عامي 2000 و2001. ولذلك يعتبر الارتفاع في أسعار الغذاء مؤخراً حدثاً استثنائياً. نشر بحث عن سياسة البنك الدولي في يوليو عام2005 وفيه يظهر الزيادة في أسعار الغذاء وفي مقدمتها القمح، مع ازدياد في أسعار بشكل شديد في2005 برغم من وصول المحاصيل إلى رقم قياسي حول العالم.
وُجد في تقرير اقتصادي تقييمي أصدر في يوليو عام 2008 من قبل منظمة التعاون الاقتصادي والتنمية أن«الصدمة على أسعار المحاصيل العالمية من سياسة العمل بالوقود الحيوي الحالية، والطلب الكبير على الزيت المستخلص من الخضار والقمح، لهو مؤشر هام لكن لا يجب المغالاة في التقدير.إمداد الوقود الحيوي الحالي وحده يقدر أنه زاد في سعر القمح بنسبة 5%، الذرة بنسية 7% وزيت الخضار بنسبة 19% ولمدة العشر سنوات القادمة.»

## الأسباب المقترحة

### وقود الإيثانول كمادة مضافة مؤكسجة
حُفّز الطلب على وقود الإيثانول المنتج من الذرة الحقلية في الولايات المتحدة من خلال اكتشاف تلوث المياه الجوفية بميثيل ثالثي بوتيل الإيثر (إم تي بي إي). كان استخدام إم تي بي إي كمادة مضافة مؤكسجة واسع الانتشار بسبب تفويضات المتعلقة بتعديلات قانون الهواء النظيف عام 1992 للحد من انبعاثات أول أكسيد الكربون. حُظر استخدام إم تي بي إي في البنزين نتيجة لذلك بحلول عام 2006 في حوالي 20 ولاية.
كان هناك أيضًا قلق من إمكانية رفع دعاوى واسعة النطاق ومكلفة ضد مزودي البنزين الأمريكيين، وفتح قرار عام 2005 برفض الحماية القانونية لـ إم تي بي إي سوقًا جديدة لوقود الإيثانول، وهو البديل الأساسي لـ إم تي بي إي. أدرك مزارعو الذرة في الوقت الذي كانت فيه أسعار الذرة حوالي 2 دولار أمريكي للبوشل الواحد، إمكانات هذا السوق الجديد وسلّموا وفقًا لذلك. حدث هذا التحول في الطلب في وقتٍ كانت فيه أسعار النفط ترتفع بالفعل بشكل ملحوظ.

### عوامل أخرى
إن ارتفاع أسعار المواد الغذائية في نفس الوقت الذي ارتفعت فيه أسعار الوقود ليس مفاجئًا، ولا يجب إلقاء اللوم بالكامل على الوقود الحيوي. تكاليف الطاقة تكلفة كبيرة للأسمدة والزراعة وتوزيع الأغذية. شهدت الصين ودول أخرى أيضًا زيادة كبيرة في وارداتها مع نمو اقتصاداتها. السكر هو أحد المواد الخام الرئيسية للإيثانول والأسعار انخفضت منذ عامين. يُعزى جزء من ارتفاع أسعار المواد الغذائية للسلع الغذائية الدولية المُقاسة بالدولار الأمريكي إلى انخفاض قيمة الدولار. تساهم الحمائية أيضًا في ارتفاع الأسعار. يذهب 36% من الحبوب العالمية كعلف لإطعام الحيوانات، بدلًا من البشر.
يمكن أن يؤدي النمو السكاني وتغير المناخ على مدى فترات طويلة، إلى ارتفاع أسعار المواد الغذائية. وجدت هذه العوامل لسنوات عديدة وقفزت أسعار المواد الغذائية في السنوات الثلاث الماضية، لذا فإن مساهمتها في المشكلة الحالية ضئيلة.

### القوانين الحكومية لأسواق الغذاء والوقود
دعمت حكومات فرنسا وألمانيا والمملكة المتحدة والولايات المتحدة الوقود الحيوي من خلال الإعفاءات الضريبية والاستخدامات المقررة والإعانات. لهذه السياسات نتائج غير مقصودة لتحويل الموارد من إنتاج الغذاء، وتؤدي إلى ارتفاع أسعار المواد الغذائية، والتدمير المحتمل للبيئات الطبيعية.
لا يُفرض على الوقود للاستخدام الزراعي ضرائب الوقود في كثير من الأحيان (يحصل المزارعون على البنزين أو وقود الديزل معفىً من الرسوم الجمركية). قد يكون للوقود الحيوي إعانات وضرائب منخفضة/ معدومة على وقود التجزئة. يتنافس الوقود الحيوي مع أسعار البنزين والديزل بالتجزئة التي تتضمن ضرائب كبيرة. النتيجة النهائية هي أنه من الممكن للمزارع استخدام أكثر من غالون من الوقود لصنع غالون من الوقود الحيوي ويظل يحقق ربحًا. هناك الآلاف من الأوراق العلمية التي تحلل كمية الطاقة التي تدخل في صنع الإيثانول من الذرة وكيف يقارن ذلك بالطاقة في الإيثانول.
خلصت ورقة عمل خاصة ببحوث سياسات البنك الدولي إلى أن أسعار الغذاء ارتفعت بنسبة 35%-40% بين عامي 2002 و2008، يُعزى 70%-75% منها إلى الوقود الحيوي. كانت خلافات تحليل الخمسة أعوام «الشهرية تلو الأخرى» والتي أدت إلى زيادة الاستهلاك العالمي من الحبوب وموجات الجفاف مسؤولةً عن الزيادات الكبيرة في الأسعار، وذكرت أن هذا كان له تأثير هامشي فقط. يجادل التقرير بدلًا من ذلك بأن دافع الاتحاد الأوروبي والولايات المتحدة للوقود الحيوي كان له الأثر الأكبر على إمدادات وأسعار المواد الغذائية، إذ دُعمت زيادة إنتاج الوقود الحيوي في الولايات المتحدة والاتحاد الأوروبي من خلال الدعم والرسوم الجمركية على الواردات، ويُنظر إلى أنه بدون هذه السياسات، لكانت زيادات الأسعار أصغر. خلص هذا البحث أيضًا إلى أن الإيثانول القائم على قصب السكر في البرازيل لم يرفع أسعار السكر بشكل كبير، ويوصي بإلغاء التعريفات الجمركية على واردات الإيثانول من قبل كل من الولايات المتحدة والاتحاد الأوروبي، للسماح لمنتجين أكثر كفاءة مثل البرازيل والدول النامية الأخرى، بما في ذلك العديد من البلدان الأفريقية، بإنتاج الإيثانول بشكل مربح من أجل التصدير لتلبية التفويضات في الاتحاد الأوروبي والولايات المتحدة.
يتفق تقييم اقتصادي نشرته منظمة التعاون الاقتصادي والتنمية (أو إي سي دي) في يوليو 2008 مع توصيات تقرير البنك الدولي بشأن الآثار السلبية للإعانات وتعريفات الاستيراد، لكنه وجد أن التأثير المقدر للوقود الحيوي على أسعار المواد الغذائية أقل بكثير. وجدت دراسة منظمة التعاون الاقتصادي والتنمية أن القيود التجارية، من خلال تعريفات الاستيراد بشكل رئيسي، تحمي الصناعة المحلية من المنافسين الأجانب ولكنها تفرض عبئًا على تكلفة مستخدمي الوقود الحيوي المحليين وتحد من المزودين البديلين.
ينتقد التقرير الانخفاض المحدود في انبعاثات غازات الدفيئة الناتجة عن الوقود الحيوي استنادا للمواد الأولية المستخدمة في أوروبا وأمريكا الشمالية، إذ وجد أن سياسات دعم الوقود الحيوي الحالية ستقلل انبعاثات غازات الاحتباس الحراري الناتجة من وقود النقل بنسبة لا تزيد عن 0.8% بحلول عام 2015، بينما يقلل الإيثانول البرازيلي المستخرج من قصب السكر من انبعاثات غازات الاحتباس الحراري بنسبة 80% على الأقل مقارنة بالوقود الأحفوري. يستدعي التقييم الحاجة إلى المزيد من الأسواق المفتوحة في الوقود الحيوي والمواد الأولية، من أجل تحسين الكفاءة وخفض التكاليف.